# Хастонвил (Кентаки)
Хастонвил (енгл. Hustonville) град је у америчкој савезној држави Кентаки.

## Демографија
По попису из 2010. године број становника је 405, што је 58 (16,7%) становника више него 2000. године.
| Група             | 2000.       | 2010.       |
| Белци             | 336 (96,8%) | 388 (95,8%) |
| Афроамериканци    | 4 (1,2%)    | 1 (0,2%)    |
| Азијати           | 1 (0,3%)    | 0 (0,0%)    |
| Хиспаноамериканци | 0 (0,0%)    | 12 (3,0%)   |
| Укупно            | 347         | 405         |